# Philipp Chemnitz
Pour les articles homonymes, voir Chemnitz (homonymie).
Bogislaw Philipp von Chemnitz (9 mai 1605 - 19 mai 1678) est un théologien protestant et un historiographe.

## Biographie
Son père et son grand-père sont tous deux prénommés Martin ; son père (1561–1627) est professeur à l'université de Rostock ; son grand-père (1522-1586) est un théologien et réformateur protestant. Il étudie l'histoire et le droit à Rostock et à Iéna ; à Iéna il a comme maître le juriste hollandais Dominicus Arumaeus.
Nommé historien d'État de la Suède en 1644 par Axel Oxenstierna, il est anobli par la reine Christine en 1648 et porte le nom de von Chemnitz. Il mourut en Suède.
Il est auteur, sous le pseudonyme de Hippolythus a Lapide, d'une Dissertatio de ratione status in imperio nostro Romano-Germanico (La raison d'État dans notre Empire romain-germanique), (1640 ; Freystadt (c'est-à-dire Amsterdam), 1647). Il y définit ainsi la raison d'État : « certaine considération politique nécessaire pour toutes les affaires publiques, les conseils et les projets, dont le seul but est la préservation, l'expansion et la félicité de l'État ; à quelle fin l'on emploie les moyens les plus rapides et les plus commodes. » 
La Dissertatio est attaquée par Johann Slüter et par Samuel von Pufendorf.

## Œuvres
- Quaestio odiosa, sed notabilis, de remotione Austriacae Domus ab imperiali dignitate.
- La Dissertatio :
  - (la + de) Bogislaw Philipp von Chemnitz, Dissertatio de ratione status in imperio nostro Romano-Germanico : In qua tum, qualisnam revera in eo status sit; tum quae ratio status observanda quidem, sed magno cum patria libertatis detrimento, neglecta hucusque fuerit; tum denique, quibusdam mediis antiquis status restaurari ac firmari possit, dilucide explicatur, 1640, 1re éd. (lire en ligne)
Publié sous le pseudonyme de « Hippolithus a Lapide ». Le texte est principalement en latin, mais les passages en allemand sont nombreux.
  - Bogislaw Philipp von Chemnitz (trad. Jean-Henri-Samuel Formey), Les vrais intérêts de l'Allemagne : Traduction du fameux ouvrage d'Hippolitus à Lapide, avec des notes relatives aux conjonctures présentes, vol. 1, La Haye, 1762, 727 p. (lire en ligne).
- Königlich Schwedischer in Teutschland geführter Krieg, 4 vol. Stettin 1648, Georg Rhetens Erben. Stockholm 1653 (nouvelle édition Stockholm : 1855-1859, 6 vol).
- Vindiciae secundum libertatem Germaniae intra pacificationem Pragensem. Das ist : Rettung der alten Teutschen Freyheit, gegen den schädtlichen und schändtlichen Prager Friedens Unfrieden.
- Allerhand curiose Raisonnements von der neunten Chur „Würde deß … Herrn Ernst“ Augusti Hertzoge zu Braunschweig und Lüneburg.